# عرفات حمدان
عرفات ياسر عرفات حمدان (10 نوفمبر 1998 - 24 أكتوبر 2023)، أسير فلسطيني من بلدة بيت سيرا قضاء رام الله، اعتقلته قوات الإحتلال الإسرائيلي يوم 22 أكتوبر 2023 على خلفية أحداث عملية طوفان الأقصى، ضمن حملات الاعتقال التي طالت محافظات الضفة. وأودع سجن عوفرا.
أعلنت هيئة شؤون الأسرى والمحررين يوم الثلاثاء الموافق 24 أكتوبر 2023 عن استشهاده داخل السجن بعمر أربع وعشرون عاماً ضمن عملية اغتيال ممنهجة بحق الأسرى. وبهذا يكون حمدان الشهيد الثاني خلال 24 ساعة بعد استشهاد المعتقل عمر دراغمة الذي كان قياديا في حركة حماس مساء الاثنين 23 أكتوبر 2023 في سجن مجدو.
ونعت حركة الجهاد الإسلامي حمدان وأكدت «أن هذه الجريمة هي امتداد للحرب الوحشية بحق شعبنا في غزة والضفة وداخل سجون الاحتلال».